# Горгоне-Марморино (Арецо)
Горгоне-Марморино је насеље у Италији у округу Арецо, региону Тоскана.
Према процени из 2011. у насељу је живело 113 становника. Насеље се налази на надморској висини од 292 м.